# Galium parvulum
Galium parvulum là một loài thực vật có hoa trong họ Thiến thảo. Loài này được Hub.-Mor. ex Ehrend. & Schönb.-Tem. mô tả khoa học đầu tiên năm 1979.